# Активізована платформа
Активізована платформа (рос. активизированная платформа; англ. activated platform; нім. aktivierte Tafel f) — платформа або її частина, яка після тривалого часу стабільного платформного розвитку набула високої рухливості, як правило з утворенням гірського рельєфу (наприклад, Тянь-Шань, Джунгарський Алатау, Алтай, Саяни, Забайкалля і т. д.).